# Фумарола

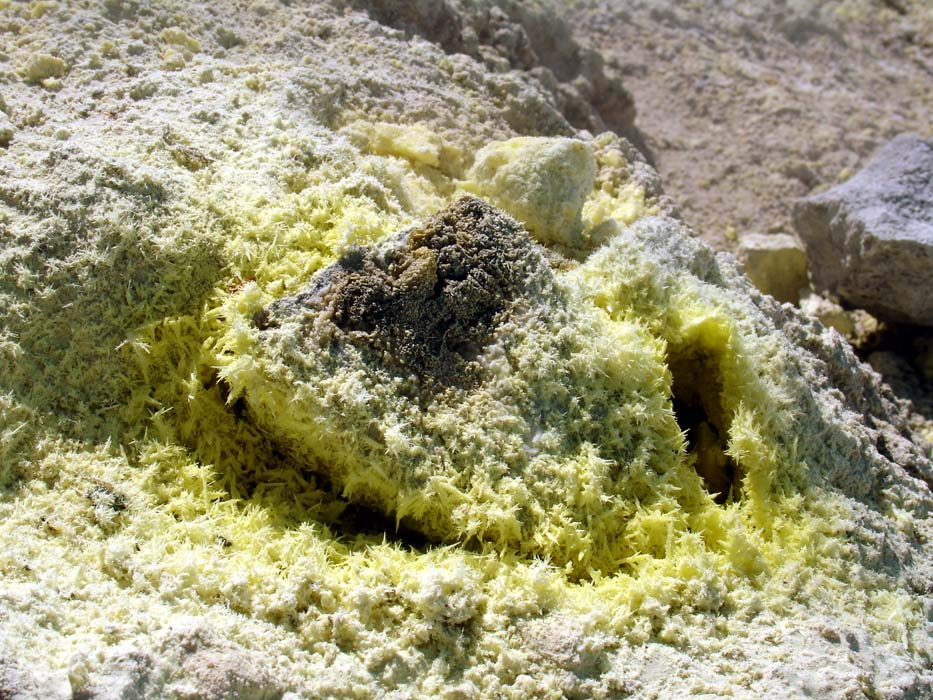
Невеличка фумарола на вулкані Авачинська Сопка

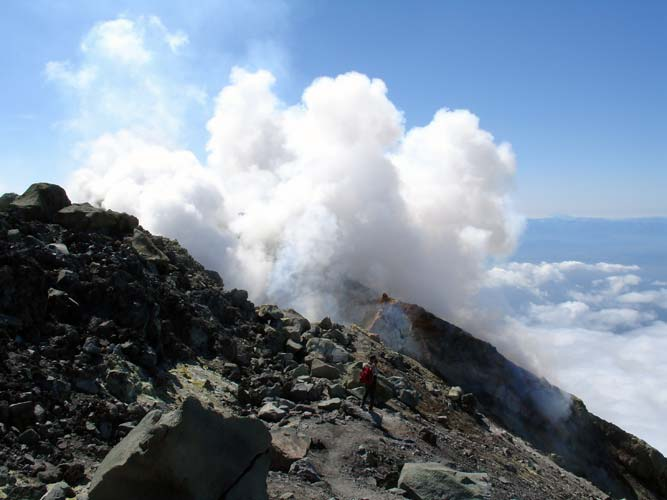
Найбільша фумарола вулкана Авачинська Сопка. Дим, що виділяється з фумароли, видно за десятки кілометрів в ясну погоду і при вигідному напрямі вітру

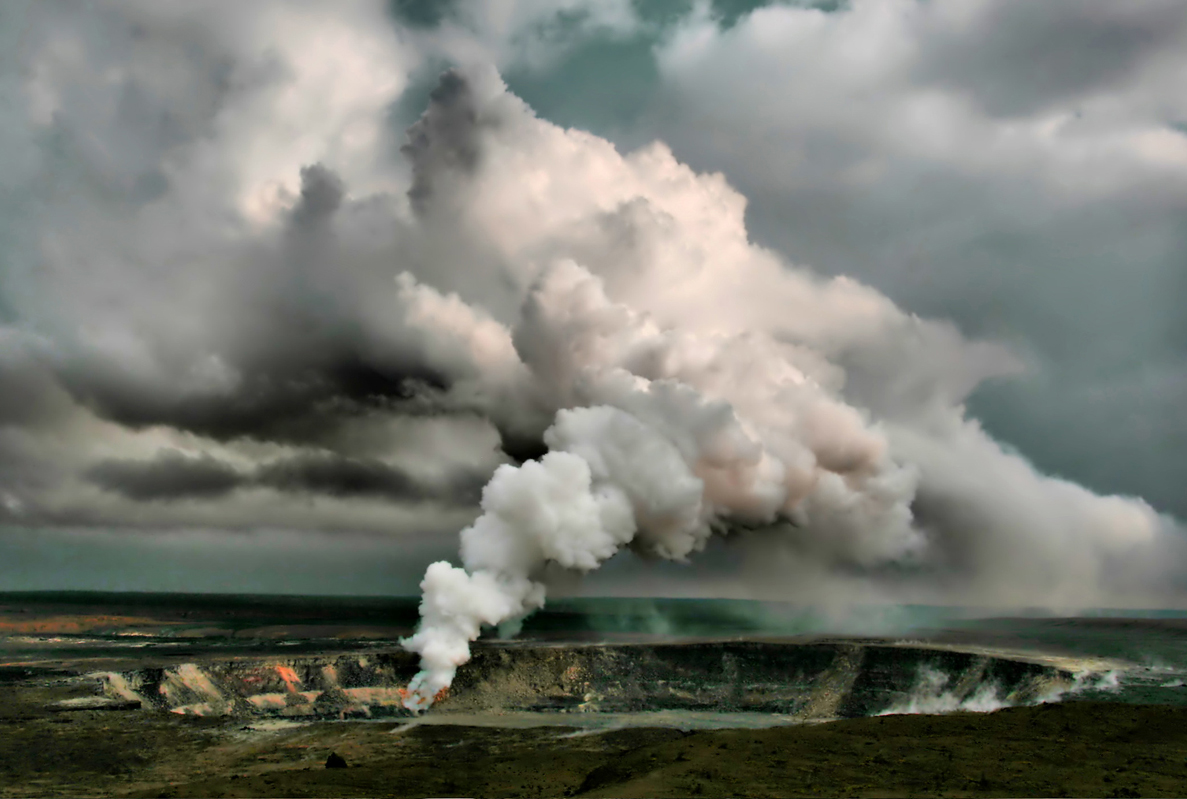
Фумарола на вулкані Галемаумау, Гаваї

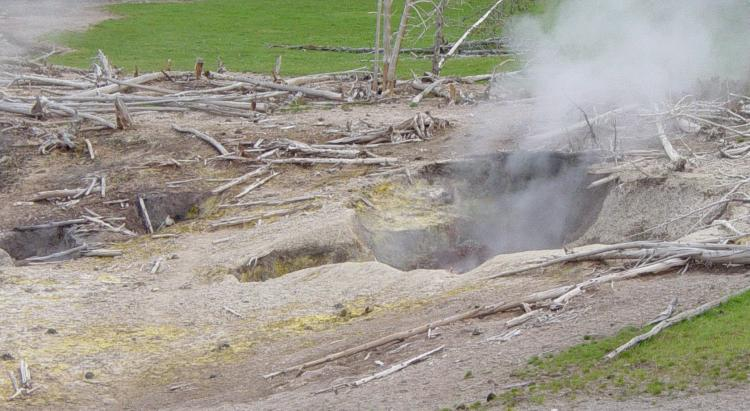
Сірчані відкладення довкола фумароли

Фумарóла (від італ. Fumare — диміти) — невеликий отвір і тріщина в кратерах вулканів або лавових потоках, що застигає і покривається кіркою, місце виділення газо- і пароподібних продуктів.

## Загальна характеристика
Фумароли — невеликі отвори і тріщинки, якими підіймаються струмені гарячої водяної пари і газів (Н2О, HCl, HF, SO2, СО2, H2S, H2 і інш.), що виділяються з магми (первинні фумароли) і ще не захололих лавових потоків та пірокластичних відкладів (вторинні фумароли).
Фумароли розташовані в кратері, на схилах і біля підніжжя вулканів. Фумароли діючих вулканів розділяються за складом вулканічних газів. Струмені сірчистих фумарол — сольфатари, вуглекислих — мофети.
Фумароли можуть бути:
- Сухі — зазвичай найгарячіші, гази в основному складаються з сполук хлору;
- Кислі — в основному складаються з сполук хлору, водню і сірки — вони менш гарячі, ніж сухі;
- Лужні — до складу входять лужні сполуки;
- Вуглекислі — в основному складаються з вуглекислого газу, і є найхолоднішими — температура не більше 1000 °С.

Фумароли діючих вулканів поділяються за складом газів, що виділяються: сірчані фумароли — сольфатари, вуглекислі — мофети.
Фумароли розташовані в кратері, на схилах і біля підніжжя вулкана. Виділення газів з фумароли часто відбувається під тиском і супроводжується звуками.
Газ, що виходить з тріщин, може бути парою від нагрітих підземних вод, або ж продуктом руху магми, які потім формуються в хмару, деякий час перебуває над вулканом, а потім поступово знижується. Хмара складається не тільки з газу, але і з попелу і частинок лави. Його температура може досягати більше 700 °С. Сівши на поселення, воно призводить до загибелі не тільки жителів, а й до знищення всіх споруд. Такі випадки зафіксовані в історії.
З пониженням температури пари води переходять у рідкий стан: залежно від термодинамічних умов у ній розчиняються деякі спільно виділені гази, а також гази і речовини, що виникли в результаті реакцій з бічними породами і захоплені на шляху руху до поверхні Землі. Так відбувається утворення в районі діючих вулканів гідротермальних розчинів — фумарольних терм.
Виходи вулканічних газів на дні моря за підводних виверженнях називаються підводними фумаролами. У результаті підводних ексгаляцій (поступове виділення газів і пару) морська вода поповнює свій сольовий склад і виділяє колоїдну фазу. Припускають, що так могли формуватися залізо-марганцеві конкреції і поклади сульфідних руд. З фумаролами також пов'язане відкладення возгонів галогенідів, сульфатів, самородної сірки тощо.
Явною ознакою фумароли є жовтий ореол з сірки, що оточує місце виходу газів на поверхню. Кристали сірки складаються у дивовижні візерунки.
Іноді фумарол так багато, що місцевість називають фумарольним полем.
Хоча карта фумарольних полів уже існує, прогулянки ними і робота безпосередньо поблизу фумароли небезпечна й нелегка. Газові виділення утворюють агресивне середовище, яке не витримують метали, тканини і живі організми.
Дослідникам доводиться працювати в протигазах, залізний лом товщиною 20 мм перегорає тут за тиждень, брезентові роби перетворюються на лахміття за лічені дні, ходьба розпеченим іноді до червоного камінням протипоказана будь-якому взуттю. Електронні вимірювальні прилади без спецзахисту виходять з ладу майже миттєво.
Ходити фумарольними полями потрібно дуже обережно, не стрибаючи, оскільки можна провалитися в пророблені гарячими газами ходи. Фумароли небезпечні ще й високою концентрацією отруйних газів — наприклад, CO2, які можуть бути винуватцями смороду в області розташування вулкана, і зашкодити здоров'ю тварин і місцевих жителів.
У народі фумароли поетично, але досить правдиво називають «топки диявола».
Фумарольні поля зустрічаються в районах сучасного вулканізму, наприклад, на Камчатці та Курильських островах. Найвідоміші фумарольні поля Курильських островів розташовані на острові Ітуруп навколо вулкана Кудрявий. З початку 1990-х років тут постійно працює група вчених геологів-вулканологів.